# Podłoże Nogrady
Podłoże Nogrady – podłoże mikrobiologiczne wybiórcze (stałe) do wykrywania i oznaczania liczby pałeczek z rodzaju Proteus w produktach garmażeryjnych i innych produktach spożywczych.
Zawiera m.in.: pepton, ekstrakt drożdżowy, fosforan dwusodu, fosforan jednopotasu, deoksycholan sodu, laktozę, błękit bromotymolowy, czerwień obojętną, mocznik i agar.